# Организационное проектирование
Организационное проектирование — начальный этап создания организации или подразделения. Это определение будущей структуры организации, её систем управления, процедур выполнения действий, административных, технологических взаимодействий между всеми элементами.